# Do You Remember That Night?
『Do You Remember That Night?』（ドゥ・ユウ・リメンバー・ザット・ナイト）は、スギウラムのベスト・アルバムである。発売元はavex。

## 解説
- スギウラム10周年記念第3弾である本作は、それまでリリースされたボーカルトラックのみを収録した初のベストアルバムである。
- 収録曲は2010年版としてアレンジが施されている。
- 唯一の新曲である「That Night」は『Born Slippy』でコラボレーションしたクラブシンガーTomomi Ukumoriを起用している。
- 初回版と通常版でジャケット仕様が異なる。

## 収録曲
1. That Night feat. Tomomi Ukumori
  - 唯一の新曲。iTunes Store限定でRadio Editバージョンが配信されている。
  - (10:09)
2. Traveling feat.  Joel Edwards (2010 Re Edit)
  - (7:47)
3. Star Baby feat. Miyuki Hatakeyama (2010 Re Edit)
  - (7:13)
4. Live for Tonight feat. Tim Burgess (2010 Re Edit)
  - (8:21)
5. Sweet Amazing feat. Lori Fine (2010 Re Edit)
  - (8:53)
6. Electrify My Love feat. Keiichi Sokabe (2010 Re Edit)
  - (7:01)
7. Music Is The Key Of Life feat. Megumi Mashiro (Sugiurumn 2010 Club Vocal Mix)
  - iTunes Store限定でRadio Editバージョンが配信されている。
  - (8:56)
8. Galaxy feat. TORU HIDAKA (BEAT CRUSADERS) (2010 Re Edit)
  - (6:04)
9. Night Music feat. Junpei Shiina (Sugiurumn 2010 Club Vocal Mix)
  - iTunes Store限定でRadio Editバージョンが配信されている。
  - (9:22)